# Raumstation

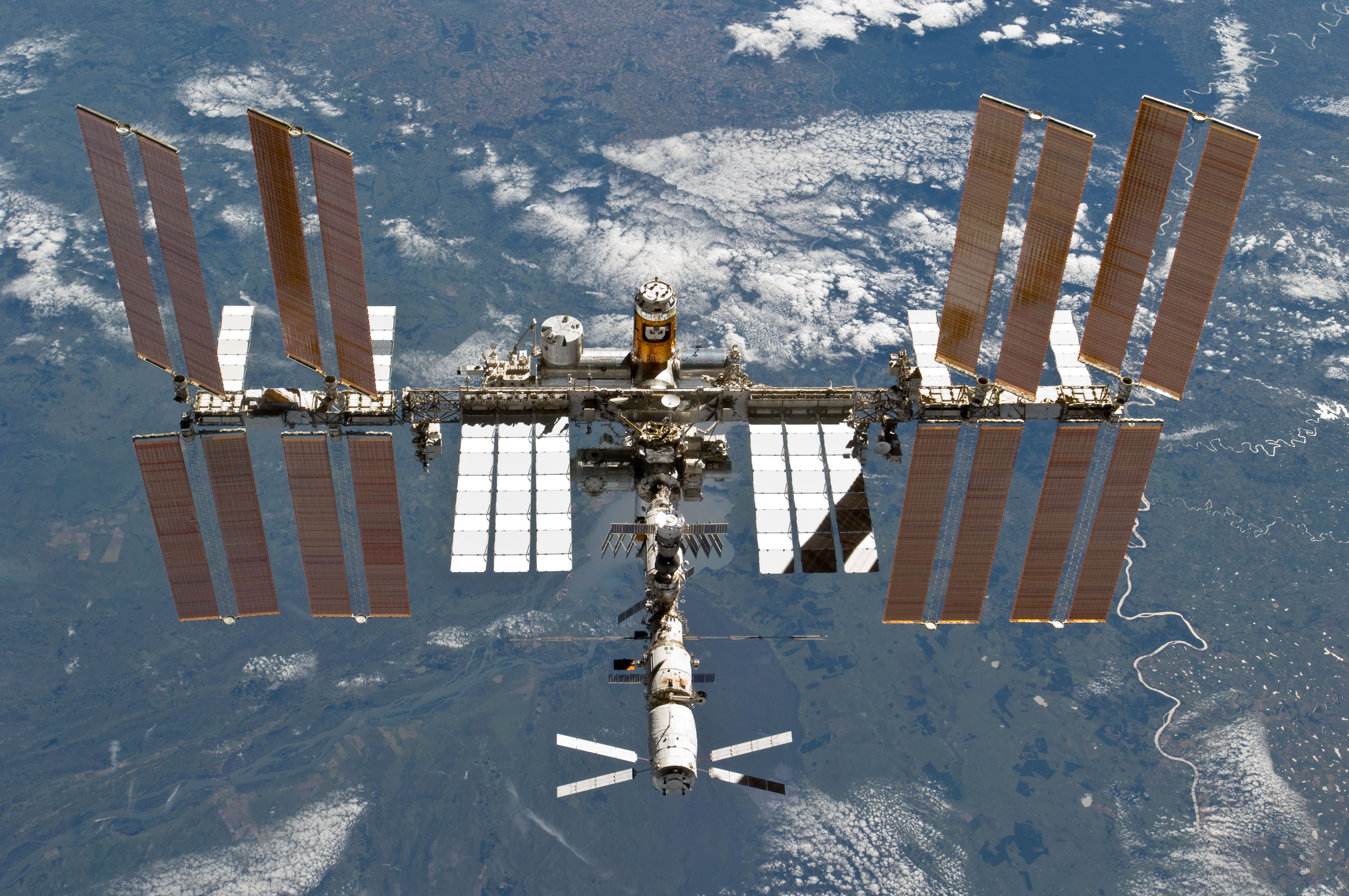
Die Internationale Raumstation ISS am 7. März 2011, aufgenommen aus dem Space Shuttle Discovery

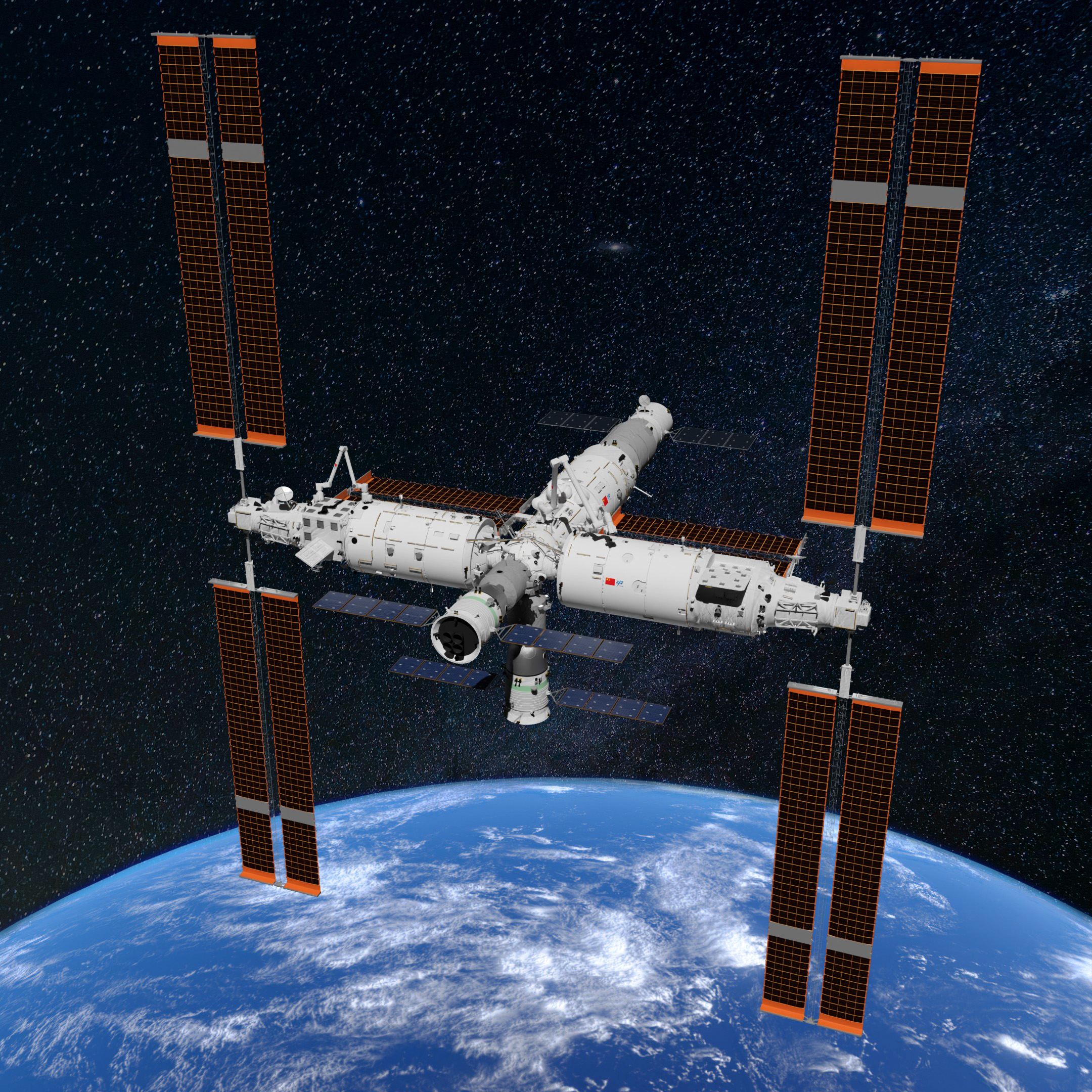
Künstlerische Darstellung der Chinesischen Raumstation

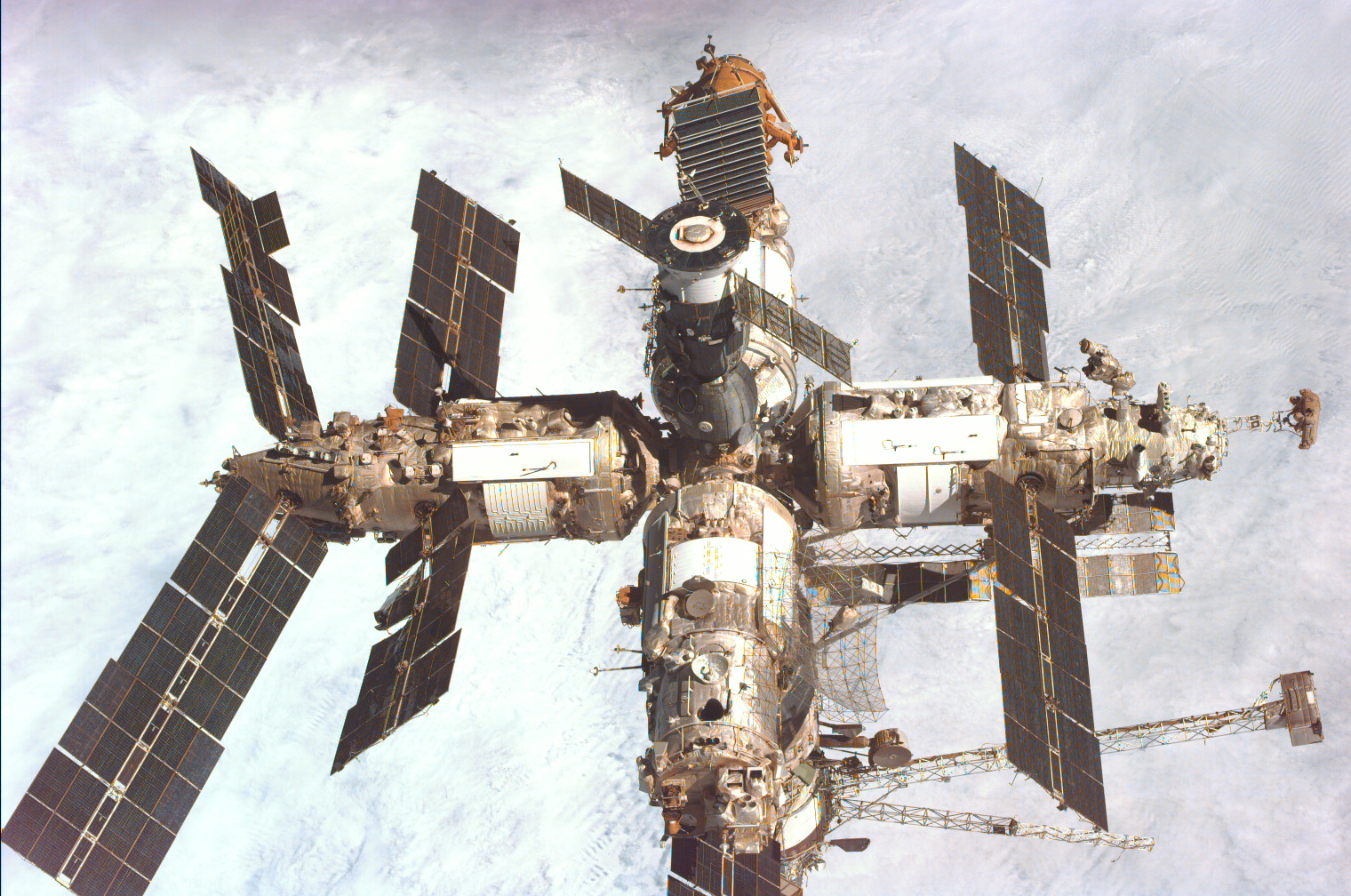
Die russische Raumstation Mir im Jahr 1998

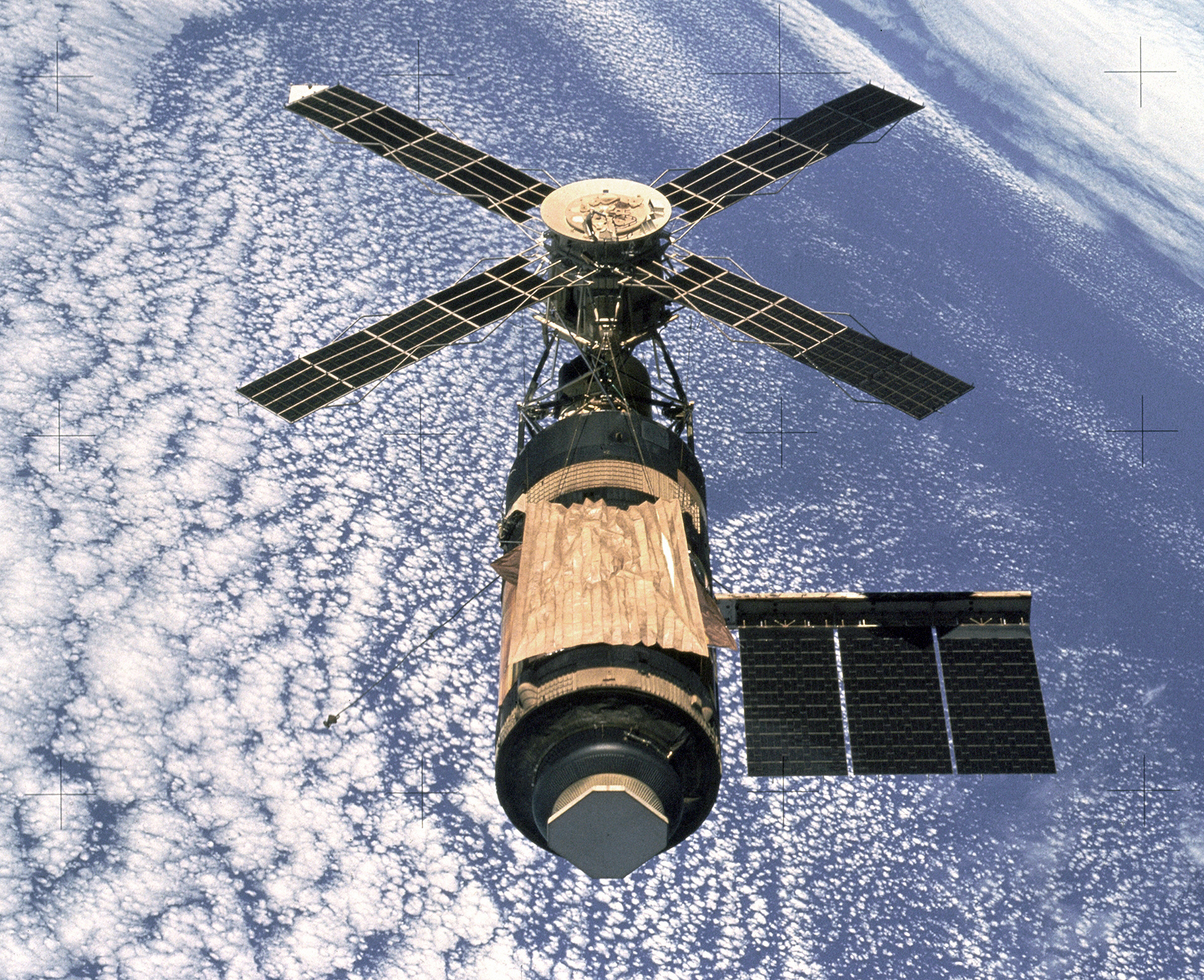
Skylab, die bislang einzige US-amerikanische Raumstation, im Jahr 1974

Raumstationen sind ein moderner Teil der bemannten Raumfahrt. Im Gegensatz zu Raumschiffen dienen sie nicht der Fortbewegung, sondern ermöglichen es Menschen, lange Zeit auf ihnen zu leben. Bislang befanden sich alle Raumstationen in der Erdumlaufbahn. Eine Unterform von Raumstationen sind Raumlabore.

## Probleme
Technisch herausfordernd beim Betrieb einer Raumstation ist vor allem die Versorgung der Besatzung. Aufgrund der hohen Kosten für Transporte mussten Systeme entwickelt werden, die den Betrieb einer Raumstation weitgehend autark erlauben, d. h. in einem geschlossenen Kreislauf. Besonders bei der Aufbereitung von Wasser und Luft wurden dabei große Fortschritte erzielt.
Raumstationen umkreisen die Erde typischerweise in einer niedrigen Umlaufbahn (Low Earth Orbit) von 300 bis 400 Kilometern Höhe. Diese niedrigen Umlaufbahnen sind nicht stabil, da die Thermosphäre, eine dünne äußere Schicht der Erdatmosphäre, die Raumstationen ständig abbremst. Ohne regelmäßigen Schub in höhere Umlaufbahnen würden Raumstationen daher nach einigen Monaten oder Jahren wieder in die Erdatmosphäre eintreten. Auch die Gravitation anderer Himmelskörper stört die Umlaufbahn einer Raumstation. Bei der ISS erfolgen die sogenannten „Reboost-Manöver“ meist über die Triebwerke angekoppelter Raumschiffe und erfordern etwa 7 t Treibstoff pro Jahr. Die Chinesische Raumstation nutzt hierfür einen mit Xenon betriebenen, sehr treibstoffsparenden Hallantrieb, der aufgrund seiner geringen Schubkraft die Station bei den Bahnkorrekturmanövern auch mechanisch weniger beansprucht.

## Die Raumstationen im Einzelnen
In einem Referat, das 1953 in Zürich auf dem von der International Astronautical Federation ausgerichteten Internationalen astronautischen Kongress verlesen wurde, hatte Wernher von Braun vorausgesagt, dass „eine ständige Weltraumstation mit Bemannung schon in 10 bis 15 Jahren errichtet werden“ könnte.
Die erste Raumstation war 1971 die sowjetische Saljut 1. Eine der bedeutendsten Raumstationen war die sowjetische Station Mir, die fast 15 Jahre lang schrittweise ausgebaut und genutzt wurde. Mit der ISS ist heute eine Raumstation in internationaler Kooperation permanent bemannt.
Bisher wurden vierzehn Raumstationen in die Erdumlaufbahn gebracht, davon wurden zwölf bemannt:
| Name       | Start              | Absturz          | Anzahl Langzeitbesatzungen | Besetzte Tage | Masse in kg b | Bemerkung                                                                                    |
| ---------- | ------------------ | ---------------- | -------------------------- | ------------- | ------------- | -------------------------------------------------------------------------------------------- |
| Saljut 1   | 19. April 1971     | 11. Oktober 1971 | 1                          | 0024          | 018.500       | Alle drei Besatzungsmitglieder starben auf dem Rückflug in der Sojus 11 beim Wiedereintritt. |
| Saljut 2   | 3. April 1973      | 28. Mai 1973     | 0                          | 0000          | 018.500       | Druckverlust und Instrumentenausfall führten zu einem vorzeitigen Absturz der Station        |
| Kosmos 557 | 11. Mai 1973       | 22. Mai 1973     | 0                          | 0000          | 019.400       | erreichte keinen stabilen Orbit                                                              |
| Skylab     | 14. Mai 1973       | 11. Juli 1979    | 3                          | 0171          | 077.088       | bisher einzige rein US-amerikanische Raumstation                                             |
| Saljut 3   | 25. Juni 1974      | 24. Januar 1975  | 1                          | 0015          | 018.500       |                                                                                              |
| Saljut 4   | 26. Dezember 1974  | 2. Februar 1977  | 2                          | 0092          | 018.500       |                                                                                              |
| Saljut 5   | 22. Juni 1976      | 8. August 1977   | 2                          | 0067          | 019.000       |                                                                                              |
| Saljut 6   | 29. September 1977 | 29. Juli 1982    | 6                          | 0683          | 019.824       | erste wiederauftankbare Raumstation                                                          |
| Saljut 7   | 19. April 1982     | 7. Februar 1991  | 5                          | 0816          | 018.900       |                                                                                              |
| Mir        | 19. Februar 1986   | 23. März 2001    | 28                         | 4594          | 124.340       | bisher größte russische Raumstation                                                          |
| ISS        | 20. November 1998  | (im Orbit)       | bisher 73                  | 9056 a        | 455.000       | unter internationaler Kooperation                                                            |
| Tiangong 1 | 29. September 2011 | 2. April 2018    | 2                          | 0021          | 008.506       | erste chinesische Raumstation                                                                |
| Tiangong 2 | 15. September 2016 | 19. Juli 2019    | 1                          | 0030          | 08.600        |                                                                                              |
| CSS        | 29. April 2021     | (im Orbit)       | bisher 9                   | 1444 a        | 068.500       | bisher größte chinesische Raumstation                                                        |

## Geplante Raumstationen
Die NASA möchte ab 2025 zusammen mit den ISS-Partnern erstmals eine Raumstation in einem Mondorbit, das Lunar Orbital Platform-Gateway, betreiben. Roskosmos, das sich von diesem Projekt zurückgezogen hat, plant den Aufbau der Russischen Orbitalstation (in einem Erdorbit) ab 2028 und die indische Raumfahrtbehörde ISRO bis 2035 die Einrichtung der Bharatiya-Antariksha-Station.
Darüber hinaus stehen mit Starlab (Nanoracks/Voyager Space, Airbus und Northrop Grumman) ab 2028 und Orbital Reef (u. a. Blue Origin, Boeing und Sierra Space) ab Ende der 2020er privat betriebene Raumstationen in Aussicht. Ende 2021 vergab die NASA Fördergelder von insgesamt 415 Millionen US-Dollar, um die Entwicklung dieser Stationen sowie eines mittlerweile aufgegebenen Konzepts einer Raumstation von Northrop Grumman und Dynetics zu fördern. Axiom Space möchte ab 2026 zunächst mehrere Module an die ISS anbauen, die – nachdem der ISS-Betrieb eingestellt wurde – wieder abgetrennt werden und eine eigenständige Raumstation bilden sollen.
Neben diesen etablierten Raumfahrtorganisationen und -unternehmen veröffentlichten auch mehrere Start-up-Unternehmen ambitionierte Pläne für private Raumstationen. Vast kündigte beispielsweise an, frühestens im Jahr 2025 die Raumstation Haven-1 mit einer Falcon-9-Trägerrakete in eine niedrige Erdumlaufbahn befördern zu lassen und anschließend Astronauten in einer privaten Mission zu der Station zu bringen. Die Orbital Assembly Corporation beabsichtigt die Errichtung des Weltraumhotels Voyager-Station.

## Ideen für alternative Konzepte
Zukünftige Raumstationen könnten in größerer Entfernung zur Erde in einem entfernten rückläufigen Orbit um den Mond oder in einem der Lagrange-Punkte des Erde-Mond-Systems positioniert werden. Ein entfernter rückläufiger Orbit oder die Lagrange-Punkte L4 und L5 ermöglichen der Raumstation eine wesentlich stabilere Umlaufbahn, was die nötigen Kurskorrekturen und damit den Treibstoffverbrauch erheblich reduzieren würde. Allerdings ist die Intensität der kosmischen Strahlung in einer größeren Entfernung zur Erde erheblich größer, weil dort der Schutz durch die Magnetosphäre der Erde fehlt. In einem erdnahen Orbit senken das Erdmagnetfeld und die Reste der Atmosphäre die Belastung durch die galaktische kosmische Strahlung um 70–90 %. Für eine Raumstation in größerer Entfernung zur Erde ist es also notwendig, besondere Vorkehrungen zum Strahlenschutz zu treffen.

## Literatur

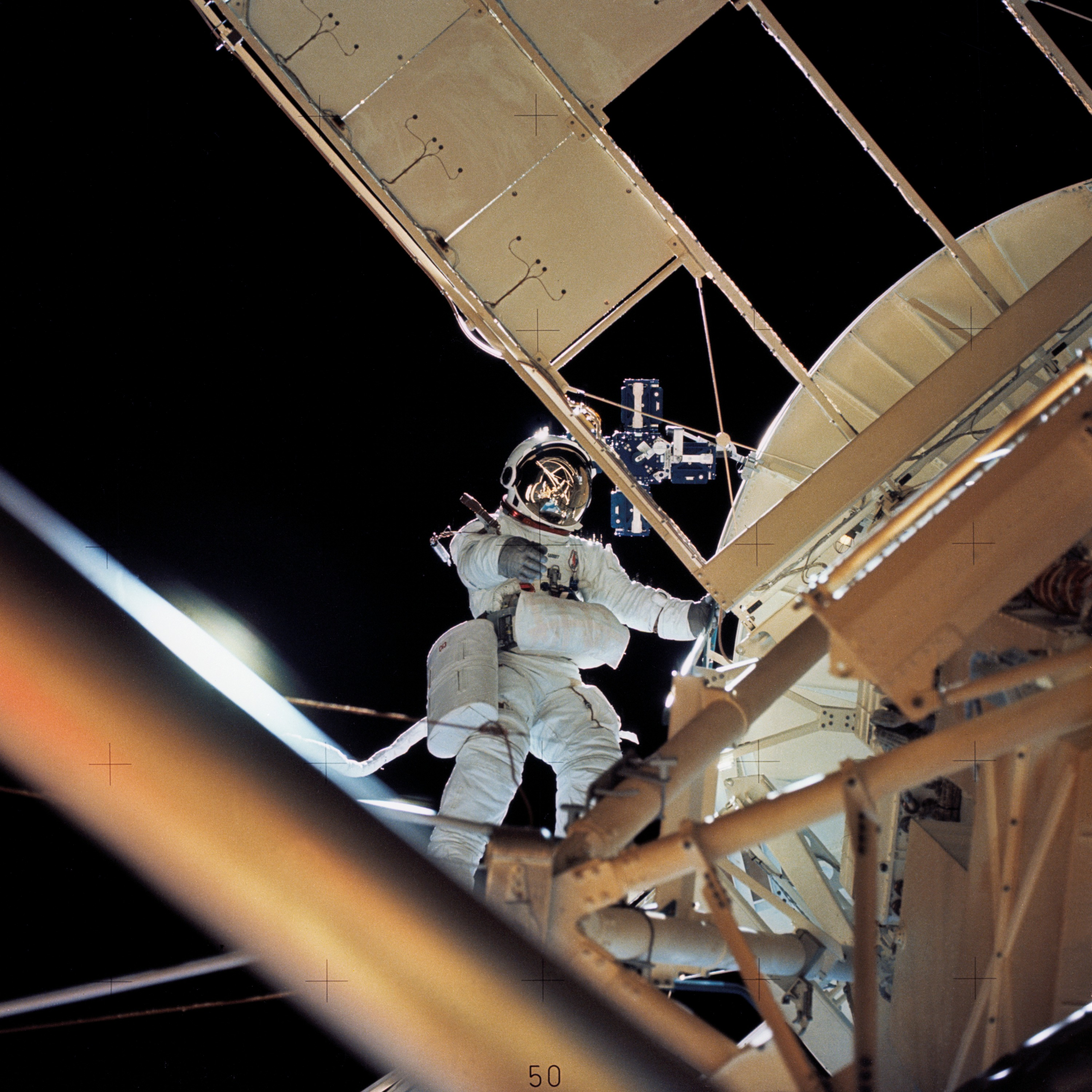
Owen Garriott (Skylab 3, 1973)